# Тойвонен, Ханну
Ханну Тойвонен (фин. Hannu Toivonen; 18 мая 1984, Кальвола) — финский хоккеист, вратарь. В настоящее время является игроком клуба «Ильвес», выступающего в финской лиге.
На драфте НХЛ 2002 года был выбран в 1 раунде под общим 29 номером командой «Бостон Брюинз».

## Статистика
```
                                            
Season   Team                        Lge    GP   Min   GA  EN SO   GAA   W   L   T   Svs    Pct
-----------------------------------------------------------------------------------------------
2002-03  HPK Hameenlinna             FNL    24  1432   54   0  2  2.26  16   2   4   554  0.911
2003-04  Providence Bruins           AHL    36  2162   83   0  2  2.30  15  16   4   972  0.921
2004-05  Providence Bruins           AHL    54  3017  103   0  7  2.05  29  18   3  1404  0.932
2005-06  Boston Bruins               NHL    20  1163   51   0  1  2.63   9   5   4   539  0.914
2006-07  Boston Bruins               NHL    18   894   63   1  0  4.23   3   9   1   439  0.875
2007-08 Saint Louis Blues            NHL    23   1202  69   0  0  3.44   6  10
5   497  0.878
Lge — лига, в которой выступал игрок.
GP — сыгранные матчи.
Min — минуты, проведённые на поле.
GA — пропущенные шайбы.
EN — голы, забитые в пустые ворота.
SO — матчи на «ноль» (без пропущенных шайб).
GAA — среднее число пропускаемых за матч шайб.
W, L, T — количество побед, поражений и ничьх, одержанных командой с этим вратарём.
Svs — отражённые броски («сэйвы»).
Pct — процент отражённых бросков.

```